# 谷邦夫
谷 邦夫（たに くにお、1904年5月12日 - 1991年11月23日）は、日本の政治家、歌人。 本名は谷 国夫（たに くにお）。

## 経歴
栃木県那須郡湯津上村（現大田原市）佐良土に生まれる。1920年（大正9年）3月、宇都宮商業学校を卒業。家業の商店を継ぐ傍ら、歌誌『創作』に入会し若山牧水に師事した。後に吉植庄亮の『橄欖』に入会する。
1942年（昭和17年）4月、湯津上村議会議員に当選した。以後5回当選し、1951年（昭和26年）4月から村議会副議長を4年間、1965年（昭和40年）4月から村議会議長を2年間務めた。途中、1957年（昭和32年）12月には合併をめぐる対立から村議会議員を辞職している（後述）。1962年（昭和37年）、歌誌『当道』を創刊。1967年（昭和42年）4月、村議会議員選挙で落選した。
1969年（昭和44年）から栃木県歌人クラブの委員長を10年間務めた。1974年（昭和49年）、栃木県の文化功労者となる。1975年（昭和50年）4月の湯津上村長選挙で無投票で初当選した。1976年（昭和51年）には『当道』を母体として『下野歌人』を創刊している。1979年（昭和54年）4月の村長選では前村長の江崎博夫の支援を受けた花塚直茂に敗れた。
1980年（昭和55年）、勲五等双光旭日章を受章した。1987年（昭和62年）、『野の風韻』で第14回日本歌人クラブ賞を受賞した。盲人の短歌を研究し、アンソロジーを編纂した。宇都宮北高等学校の校歌の作詞も手がけた。
1991年（平成3年）11月23日、老衰により湯津上村佐良土の自宅で死去した。87歳没。没後、正六位を贈られた。

## 昭和の大合併
昭和の大合併の時期に湯津上村は合併せず単独で存続したが、当初は大田原市との全村合併を主張するグループと、大田原市、小川町（現那珂川町）、黒羽町（現大田原市）への三分村合併を主張するグループが激しく対立していた。谷は後者に属していた。
全村合併派は谷ら分村合併派の村議会議員5名の解職請求を、それに対抗して分村合併派は村議会の解散請求を行った。5議員の解職と村議会の解散の賛否を問う6件の住民投票は1958年（昭和33年）1月18日に行われることになった。
1957年（昭和32年）12月14日、内閣総理大臣岸信介名で三分村勧告が行われる。同年12月17日、村議会は先の内閣総理大臣勧告を拒否する議案を全会一致で可決したが、谷ら分村合併派の議員5名は採決前に議員辞職願を提出して退場した。5議員の辞職により議員の解職の賛否を問う住民投票は中止となった。
1958年（昭和33年）1月18日に行われた村議会解散の賛否を問う住民投票は、反対多数で否決された。

## 主な著書
- 『青き起伏 歌集』短歌研究社 1965 橄欖叢書
- 『金婚祭 歌集』短歌研究社 1973 橄欖叢書
- 『光なき世界の光 盲人短歌の世界』短歌新聞社 1973 当道叢書
- 『歌集 村長室周辺』短歌新聞社 1977
- 『老春 谷邦夫歌集』短歌新聞社 1981
- 『評伝若山牧水 生涯と作品』短歌新聞社 1985
- 『野の風韻 谷邦夫歌集』短歌新聞社 1986 下野歌人叢書

### 編纂
- 『現代日本盲人歌集』当道短歌会 1966
- 『続・現代日本盲人歌集』当道短歌会 1967